# Озаричі (Гомельська область)
Озаричі (біл. Азарычы) — селище міського типу в Калинковицькому районі Гомельської області Білорусі за 22 км від залізничної станції Холодники на лінії Калинковичі - Жлобин. 42 км до Калинковичів по автомобільній дорозі Калинковичі—Бобруйськ. За 4 км на північний захід від селища знаходиться меморіал в'язням Озарицьких таборів смерті.

## Історія
У середині 16 століття входили у Мазирський повіт Великого князівства Літовського. У 1786 році Озаричі отримали права на 2 ярмарки на рік. З 1793 року у складі Росії, з 1795 належали Лошкарьову. У кінці 19 століття містечко, центр воласті Бобруйського повіту. У 1897 році з 1356 мешканців 1308 були євреями.
У 1924—1931 центр Озарського, у 1935—1960 Домонавіцького району. У другу світову війну окупанти створили коло селища три концентраційних табори смерті, де знищили 16,5 тис. осіб. З Озаричі 1959 селище міського типу, з 1960 у Калинковицькому районі.